# Kaufen für die Müllhalde
Kaufen für die Müllhalde ist ein mehrfach preisgekrönter französisch-spanischer Dokumentarfilm der Drehbuchautorin und  Regisseurin Cosima Dannoritzer aus dem Jahr 2010, der die geplante Obsoleszenz von kommerziellen Industrieprodukten zum Thema hat.

## Ausgaben
Der Film lief international auf zahlreichen Filmfestivals sowie im Fernsehen und wurde im deutschen Fernsehen ab 2011 mehrfach auf Arte und Phoenix ausgestrahlt. 2011 lief er als Side-Event bei der Green Week der European Commission.
International erschien er unter folgenden Titeln:
- Dänisch: Glødepære-konspiration

- Deutsch: Kaufen für die Müllhalde

- Englisch: The Light Bulb Conspiracy
- Finnisch: Hehkulamppuhuijaus
- Französisch: Prêt-à-jeter
- Italienisch: Il complotto della lampadina

- Katalanisch: Comprar, llençar, comprar
- Norwegisch: Garantert kort levetid
- Polnisch: Spisek żarówkowy
- Portugiesisch: A Conspiração da Lâmpada
- Russisch: Заговор вокруг лампочки
- Schwedisch: Glödlampskonspirationen
- Spanisch: Comprar, tirar, comprar
- Tschechisch: Žárovková konspirace - Příběh plánovaného zastarávání
- Türkisch: Ampul Komplosu
- Ungarisch: A Villanykörte Összeesküvés – A tervezett elavulás története

## Handlung
Die Dokumentation befasst sich mit geplanter Obsoleszenz, d. h. der vom Hersteller absichtlich eingeschränkten Lebensdauer seiner auf den Markt gebrachten Produkte, um dadurch den Absatz von Ersatz- und Folgeprodukten zu sichern. Neben der Behandlung konkreter Beispiele geht es um die ökonomischen und ökologischen Folgen der Konsumgesellschaft. Zu Wort kommt unter anderem der französische Ökonom und Philosoph Serge Latouche als Vertreter des Konzepts der Wachstumsrücknahme.

### Dokumentierte Beispiele
- Das Centennial Light (englisch hundertjähriges Licht) gilt als die langlebigste Glühlampe der Welt. Sie wird als Beleg für Absprachen unter Glühlampenherstellern im Rahmen des Phoebuskartells herangezogen, dessen Ziel es unter anderem war, die durchschnittliche Lebensdauer der Lampen auf 1000 Stunden zu beschränken.
- Anhand der Marktstrategie von Alfred P. Sloan, Präsident von General Motors von 1923 bis 1937, wird der Einzug der geplanten Obsoleszenz in die Automobilindustrie aufgezeigt.
- Im Rahmen der Weltwirtschaftskrise schlug Bernard London in seinem Werk Ending the Depression Through Planned Obsolescence vor, alle Produkte mit einem Verfallsdatum zu versehen, nach dessen Ablauf sie bei einer Behörde abgeliefert und zerstört werden müssten. Auf diese Weise sollten der Konsum angeregt und Arbeitsplätze geschaffen werden.
- Die ebenfalls sehr langlebige Glühbirne der Marke Narva wird als weiterer Hinweis für die Existenz der geplanten Obsoleszenz bei modernen Glühlampen behandelt.
- Besonders resistente Nylonstrumpfhosen sollen zwecks schnelleren Verschleißes durch minderwertigeres Material kurzlebiger gemacht worden sein.
- Der Tintenstrahldrucker Epson Stylus C42UX soll nach einer bestimmten Anzahl gedruckter Seiten eine Defektmeldung ausgeben, woraufhin die weitere Verwendung des Druckers verhindert wird. Diese Sperre, die durch einen speziell für diesen Zweck vorhandenen Chip verursacht werden soll, könne mit Hilfe einer speziellen Software abgeschaltet werden.
- Der Akku des iPod classic wird als Beispiel für geplante Obsoleszenz bei moderner Unterhaltungselektronik herangezogen.

## Auszeichnungen
- Best Documentary in Science, Technology and Education Award of the Guangzhou International Documentary Film Festival, GZDOC 2010, China[6]
- Best Documentary, Spanish Television Academy Awards, 2011[7]
- Best Film, SCINEMA 2011, Australia[8]
- Best Feature Documentary, Filmambiente 2011, Brazil[9]
- Maeda Special Prize, NHK Japan Prize 2011[10]
- Ondas Internacional 2011, Spanien (Mitgewinner: Joan Úbeda, Executive Producer)[11]
- Special Jury Mention, FICMA 2011, Spanien[12]
- Best Popular-Science Film - People and Environment 2012 (Russia)[12]
- Best International Film - KLEFF 2012 (Malaysia)[12]
- Prix Tournesol für Besten Umweltdokumentarfilm - Festival du Film Vert Suisse (Lausanne)[12]
- Hoimar-von-Ditfurth-Preis der Deutschen Umwelthilfe für die beste journalistische Leistung, Ökofilmtour 2013[13]
  - Finalist, Focal International Awards 2011, London, U.K.[12]
  - Finalist, Magnolia Awards, Shanghai TV Festival 2011, China[12]
  - Finalist, Prix Europa 2011, Berlin[12]